# Rudolf Markewitz
Rudolf Markewitz (* 5. Februar 1898 in Charlottenburg; † 15. März 1975 in Ost-Berlin) war ein deutscher Handwerker und Politiker (LDP).
Markewitz besuchte die Höhere Fachschule der Korporation der Kaufmannschaft von Berlin und absolvierte eine kaufmännische Lehre. Von 1913 bis 1925 war er Mitglied des Deutschnationalen Handlungsgehilfen-Verbands; von 1915 bis 1921 war er zudem Mitglied der freideutschen Jugendbewegung. Seit 1917 leistete er Kriegsdienst. Von 1921 bis 1926 war er als Angestellter der Deutschen Bank in Spanien tätig. Seit 1926 war er Mitglied der DVP. Seit 1927 wurde er im väterlichen Betrieb zum Ofensetzer umgeschult. 1929 absolvierte er die Gesellen- und 1930/31 die Meisterprüfung. Bis 1930 arbeitete er im Nordwestdeutschen Handwerkerbund mit. Von 1920 bis 1934 war er selbstständiger Betriebsinhaber des Ofenbaugeschäfts, musste aber wegen einer „nichtarischen“ Ehefrau die Selbstständigkeit aufgeben. Von 1934 bis 1939 war er Sachbearbeiter bzw. Handlungsbevollmächtigter bei der Treubau AG für Baufinanzierungen und 1939 bei der Reichsgeschäftsstelle der Bauwirtschaft des Handwerks. Danach war er bis 1942 Geschäftsführer bzw. Prokurist bei der Unterkunftslager-Gesellschaft des Handwerks und von 1943 bis 1945 Prokurist bei der Holzbaugesellschaft des deutschen Zimmererhandwerks in Berlin.
Seit 1945 war er Mitglied der LDP und seit 1946 erneut selbstständiger Betriebsinhaber des Ofenbaugeschäfts. Er war Mitglied des LDP-Parteivorstands, Vorsitzender des Bezirksvorstands Berlin-Charlottenburg und seit 1947 stellvertretender Vorsitzender des LDP-Landesverbands Berlin. Er war von 1946 bis 1950 Mitglied und 1949/50 zweiter Stellvertreter des Vorstehers der Stadtverordnetenversammlung von Groß-Berlin.